# Olive Wharry

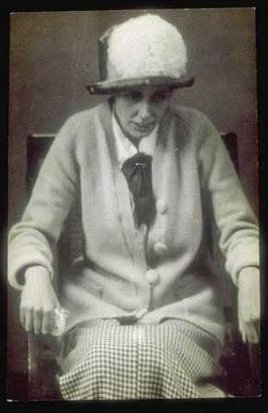
Olive Wharry (1913)

Olive Wharry (* Dezember 1886 in London; † 2. Oktober 1947 in Torquay) war eine englische Malerin und Suffragette. Sie setzte sich, teilweise mit radikalen Mitteln, für die Frauenrechte ein.

## Leben
Olive Wharry wurde als Tochter von Clara Vickers (1854–1910) und dem Arzt Oliver Robert Wharry (1853–1935) in London geboren und wuchs dort auf. Nachdem ihr Vater sich zur Ruhe gesetzt hatte, zog die Familie nach Devon. Wharry studierte an der School of Art in Exeter und im Jahr 1906 unternahm sie mit ihren Eltern größere Reisen.
Wharry interessierte sich für Frauenrechte und wurde Mitglied in der Church League for Women’s Suffrage (CLWS) und der Women’s Social and Political Union (WSPU).
Während einer Demonstration der WSPU am 22. November 1911, an der auch Olive Wharry teilnahm, wurden in Parliament Square Fenster eingeworfen und Wharry war eine von 22 Frauen, die zu zwei Monate Haft im Gefängnis Holloway Prison verurteilt wurden.
Am 4. März 1912 nahm sie an einer Demonstration teil, deren Ziel es war, Fenster im Regierungsgebäude in Whitehall einzuwerfen. Sie wurde wie 200 weitere Suffragetten wegen der Teilnahme an der Demonstration festgenommen und verhaftet. Sie wurde schuldig gesprochen, Fenster im Wert von £195 zerstört zu haben und wurde zu einer Gefängnisstrafe von sechs Monaten verurteilt. Da das Holloway Prison bereits voll war, kam sie in das Winson Green Prison nach Birmingham. Dort trat sie in den Hungerstreik und wurde im Juli entlassen. Nach den Angaben des Gefängnisarztes galt sie als mental instabil.
Während der Haft im Winson Green Prison begann Olive Wharry an einem Sammelalbum zu arbeiten, in dem sie Namen weiterer Häftlinge festhielt, Limericks und Gedichte über andere Frauen schrieb und Zeichnungen ihrer Zelle und des Gefängnislebens anfertigte. Wie Elizabeth Crawford in ihrem Buch The Suffragette Movement (1999) feststellte, zeigen sich in ihren Aufzeichnungen keine Anzeichen für eine mentale Instabilität. Das Sammelalbum befindet sich heute im Besitz der British Library. In Haft lernte sie Constance Bryer kennen, eine andere Suffragette, mit der sie ihr Leben lang befreundet blieb.
Als Christabel Pankhurst im Juli 1912 eine Gruppe gründete, die radikaler für die Rechte der Frauen kämpfen wollte, trat sie dieser Gruppe bei. Sie verübte Brandanschläge, bei denen leerstehende Gebäude oder Kirchen die Ziele waren. Wharry war an mehreren Brandanschlägen beteiligt und wurde am 19. Februar 1913 zusammen mit Lilian Lenton verhaftet, kurz nachdem sie den Teepavillon in Kew Gardens in Brand gesetzt hatten. Bei ihrer Verhaftung gab sie den Tarnnamen Joyce Locke an. Kurz vor der Verhaftung wurden sie von Polizisten beobachtet, wie sie Beutel weggeworfen hatten; in diesen befanden sich ein Hammer, eine Säge, ein Bündel, welches stark nach Paraffin roch und Papier, welches nach Teer roch. Die andere Tasche war leer, jedoch hatte sie offenbar entflammbare Stoffe enthalten.
Am 7. März 1913 fand ihr Gerichtsprozess statt, sie wurde schuldig gesprochen und zu achtzehn Monaten Gefängnis verurteilt. Am 8. April wurde sie entlassen, nachdem sie für 32 Tage in den Hungerstreik getreten war. Nach Forschungen von Elizabeth Crawford offenbar ohne dass die Gefängnisleitung dies zunächst bemerkte. Olive Wharry versteckte die Nahrung, die ihr gegeben wurde und wenn sie zum Gefängnisarzt zum Wiegen musste, verbarg sie unter ihrer Kleidung eine gefüllte Wärmflasche, um ihr Gewicht zu erhöhen. Deshalb wurde sie nicht für die Zwangsernährung vorgesehen, obwohl ihre Gesundheit als beeinträchtigt angesehen wurde. Nach ihrer Entlassung kehrte sie zu ihrem Vater nach Holsworthy zurück, bei dem sie lebte.
In Carnarvon wurde sie im Juni 1914 vor Gericht gestellt, nachdem sie in Criccieth Fenster eingeworfen hatte. Dieser Aktion ging eine Demonstration gegen David Lloyd George voraus. Wharry wurde unter dem Pseudonym Phyllis North zu drei Monaten Haft im Halloway Prison verurteilt und nach Hungerstreik am 10. August in die Obhut von Flora Murray entlassen.
England erklärte am 4. August 1914 Deutschland den Krieg. Bereits zwei Tage später erklärte die National Union of Women’s Suffrage Societies, dass sie alle politischen Aktionen aussetzen würde, bis der Krieg beendet wäre. Auch die Führung der Women’s Social and Political Union begann mit der Regierung zusammenzuarbeiten, und am 10. August verkündete die Regierung, das alle inhaftierten Suffragetten freigelassen würden. Emmeline Pankhurst erklärte, dass sie ihren militanten Widerstand einstellen und sich zum Kriegsdienst bereit erklären würde.
Nach dem Ende der gewaltsamen Aktionen für die Frauenrechte setzte Olive Wharry ihre künstlerische Laufbahn fort und stellte 1917 in einer Ausstellung mit Werken weiterer Künstler aus Devon im Royal Albert Memorial Museum einige Werke aus. Das Royal Albert Memorial Museum besitzt mehrere ihrer Werke, darunter Radierungen und Aquarelle. Als Sekretärin arbeitete sie für die Launceston and District Union Unionist Association.
Olive Wharry starb 1947 in Torquay. Sie vermachte ihren Besitz und ihre Suffrage Medal ihrer Freundin Constance Bryer, zusammen mit einigen ihrer Werke. Andere Werke vermachte sie weiteren Freunden. Als letzten Wunsch bat sie darum eingeäschert zu werden und dass ihre Asche über dem Moor zwischen Exeter und Whitstone verteilt werden solle.